# Катастрофа Britannia под Никосией
Катастрофа Britannia под Никосией — крупная авиационная катастрофа авиалайнера Bristol 175 Britannia 313, произошедшая 20 апреля 1967 года в окрестностях Никосии, в результате которой погибли 126 человек из 130. Крупнейшая авиакатастрофа в истории Кипра.

## Самолёт
Bristol 175 Britannia 313 с бортовым номером HB-ITB (серийный — 13232) был выпущен в 1957 году и на день катастрофы совершил 6780 циклов «взлёт-посадка» и налетал 20 632 часа.

## Экипаж
- Командир воздушного судна (КВС) — 43-летний Михаэль Э. Мюллер (нем. Michael E. Müller). Налетал 8285 часов, 1493 из них на Bristol Britannia.
- Второй пилот — 24-летний Петер Гиппенмайер (нем. Peter Hippenmeyer). Налетал свыше 1860 часов, 785 из них на Bristol Britannia.
- Бортинженер — М. У. Сондерс (нем. M. W. Saunders).
- Сменный КВС — 40-летний Х. М. Дэй (нем. H. M. Day). Налетал свыше 9680 часов, 49 из них на Bristol Britannia.
- Сменный бортинженер — Х. Дж. Гейсен (нем. H. J. Geisen).

В салоне самолёта работали 5 бортпроводников.

## Катастрофа
Авиалайнер выполнял пассажирский рейс по маршруту Бангкок — Коломбо — Бомбей — Каир — Базель. После вылета из аэропорта Бомбея (Индия) на его борту были 10 членов экипажа и 120 пассажиров — преимущественно (75 человек) немцы, а также англичане, голландцы и итальянцы. Далее по маршруту следовала посадка в Каире, но тот был закрыт из-за непогоды. В соответствии с планом полёта, в этом случае следовало лететь на запасной аэродром в Бейруте (Ливан), но вместо этого пилоты повернули к Никосии (Кипр).
В самой Никосии в это время также была гроза. Заход выполнялся на ВПП 32. Первая попытка была неудачна и экипаж ушёл на второй круг. При второй попытке самолёт оказался выше глиссады, поэтому пилоты также приняли решение уходить для повторного захода, который согласно схеме должен был выполняться с левым разворотом. Однако в процессе разворота в 1:13 летящий на низкой высоте авиалайнер врезался в холм и почти полностью (за исключением хвостовой части) разрушился.
В катастрофе выжили 4 человека — 1 член экипажа (стюардесса) и 3 пассажира (1 швейцарец и 2 немца). Все остальные 126 человек (9 членов экипажа и 117 пассажиров) погибли. На 2020 год это крупнейшая авиационная катастрофа на Кипре и с участием Britannia.

## Причины
Кипрские следователи не выявили каких-либо неисправностей авиалайнера, которые бы могли привести к катастрофе, а радиосвязь между диспетчером и экипажем была нормальной. В то же время было неясно, почему экипаж нарушил план полёта и направился на совсем другой запасной аэродром, нежели указанный в плане. Также выяснилось, что пилоты превысили максимальную продолжительность рабочего времени на 2 часа 47 минут, а возможно, даже и на 4 часа 17 минут. К тому же второй пилот имел недействительную лицензию пилота коммерческих авиалиний, а его лётный опыт на самолётах Britannia составлял менее 50 часов.

## Последствия
Через полгода после катастрофы 19 октября авиакомпания Globe Air, основанная в 1958 году, объявила себя банкротом и была закрыта. Вскоре против её руководства были поданы иски о фиктивном банкротстве.